# Giovanni Giacinto Sbaraglia
Giovanni Giacinto Sbaraglia, latinizzato come Joannes Hyacinthus Sbaralea, (San Niccolò della Rotta, 13 marzo 1687 – Roma, 2 giugno 1764) è stato un francescano e storico italiano.

## Biografia
Giovanni o Gian Giacinto Sbaraglia nacque a San Niccolò della Rotta, in provincia di Forlì il 13 marzo 1687. Entrò nell'Ordine dei Frati Minori Conventuali il 4 agosto 1703 a Cesena. Dal 1703 al 1704 venne inviato a Lugo per studiare filosofia e venne ordinato sacerdote il 5 aprile 1710. Nel 1715 fu inviato a Roma, dove ottenne il dottorato e il magistero in teologia. Tornato poi a Ferrara, si dedicò agli studi storici e bibliografici. Successivamente fece tappa a Firenze, ove riorganizzò la biblioteca del Convento di Santa Croce, Assisi e Roma (novembre 1751), in cui rimase fino alla sua morte. Date ormai le sue preclare doti di investigatore storico, venne richiesto dallo stesso Ministro generale, il padre Carlo Antonio Calvi, di stabilirsi a Roma e di iniziare quell'opera che sarà poi nota a tutta la storiografia francescana come Bullarium Franciscanum, ossia una raccolta sistematica di bolle e documenti pontifici riguardanti la storia dell'Ordine francescano, fin dalle sue origini.
Il suo motto o ideale scientifico era: «Non nova cudere, sed aliena cribrare... meliora facere» (Non forgiare cose nuove, ma passare al vaglio le cose degli altri... e renderle migliori): a tale ideale manterrà sempre fede in tutta la sua produzione storica. Difatti, nella sua opera Supplementum et castigatio... oltre a correggere le informazioni storiche pionieristicamente raccolte da Luca Wadding, raddoppia la raccolta portando i nomi da 2249 a 5267, aumentando così la mole di notizie sulle origini e sui primi secoli della storia francescana.
Morì a Roma, presso il convento dei Santi XII Apostoli, il 2 giugno 1764.

## Opere
Prolifico scrittore, alcune sue produzioni restano ancora inedite e sono conservate presso l'Archivio generale dell'Ordine dei Frati Minori Conventuali. Limitandosi alle opere edite, si ricordano tra le principali:
- Bullarium Franciscanum Romanorum Pontificum constitutiones, epistolas, ac diplomata continens tribus ordinibus Minorum, Clarissarum, et Poenitentium a seraphico patriarcha Sancto Francisco institutis concessa ab illorum exordio ad nostra usque tempora iussu atque auspiciis reverendissimi patris magistri fr. Joannis Baptistae Constantii, 7 voll., Typis Sacrae Congregationis de Propaganda Fide, Romae 1759-1804 - [Sbaraglia compilerà solo i primi tre volumi, i rimanenti saranno curati da altri suoi confratelli].
- Supplementum et castigatio ad scriptores trium ordinum S. Francisci a Waddingo aliisve descriptos; cum adnotationibus ad Syllabum matyrum eorundem ordinum, 3 voll., Ex typographia S. Michaelis ad ripam apud Linum Contedini, Romae 1806 - opera postuma.
- Germana s. Cypriani, et Aphrorum, nec non Firmiliani, et orientalium opinio de haereticorum baptismate, Ex Typographia Laelii a Vulpe, Bononiae 1741.
- Series ministrorum provincialium qui perantiquam Bononiae Provinciam Ordinis Minorum Conventualium inde ab initio administrarunt ex antiquis monumentis concinnata, Typis polyglottis vaticanis, Romae 1925.